# Sefer ha-Bahir
El Sefer ha-Bahir (en hebreu: «Llibre de la Claredat»), Bahir o «Midraix del Rabí Nehuniah ben ha-Kanah» és un llibre de Càbala (misticisme jueu). Aparentment fou publicat per primera vegada a Provença, en el sud de França l'any 1176, es tracta d'una compilació de textos més antics.

## Contingut
El llibre es pot dividir en cinc parts:
- En la primera, "El primer vers de la Creació", s'ofereix una explicació de la primera part del Gènesi.
- En la segona, "Aleph-Beth", es donen ensenyaments sobre el significat esotèric de les lletres hebrees.
- En la tercera, "Les set veus i el Sefirot", es tracta sobre la "veu" divina.
- En la quarta, "Els deu Sefirot" es parla sobre el perquè del nom "Sefirot" i la seva naturalesa.
- En l'última part, "Misteris de l'Esperit", es tracta, entre d'altres afers sobre la reencarnació.